# Dilla (Ethiopië)
Dilla is een stad in de Ethiopische Regionale staat Zuid Ethiopië. In 2005 telde Dilla 61.114 inwoners.
Dilla is het administratieve centrum van de administratieve regio Gedeo binnen de deelstaat. Ze is gelegen aan de hoofdweg van Addis Abeba naar Nairobi. De stad ligt op een hoogte van 1570 meter boven zeeniveau en bevindt zich 25 km ten oosten van het Abayameer. 
Tot de voltooiing in het begin van de jaren 1970 van de geasfalteerde weg naar de grens met Kenia, lag Dilla aan de zuidkant van de geasfalteerde weg vanuit Addis Abeba en werd zo het belangrijkste overslag- en marketingpunt voor koffie die verder naar het zuiden werd verbouwd. Maar ook nu deze route volledig is afgewerkt, blijft Dilla een belangrijk centrum van de koffiehandel.

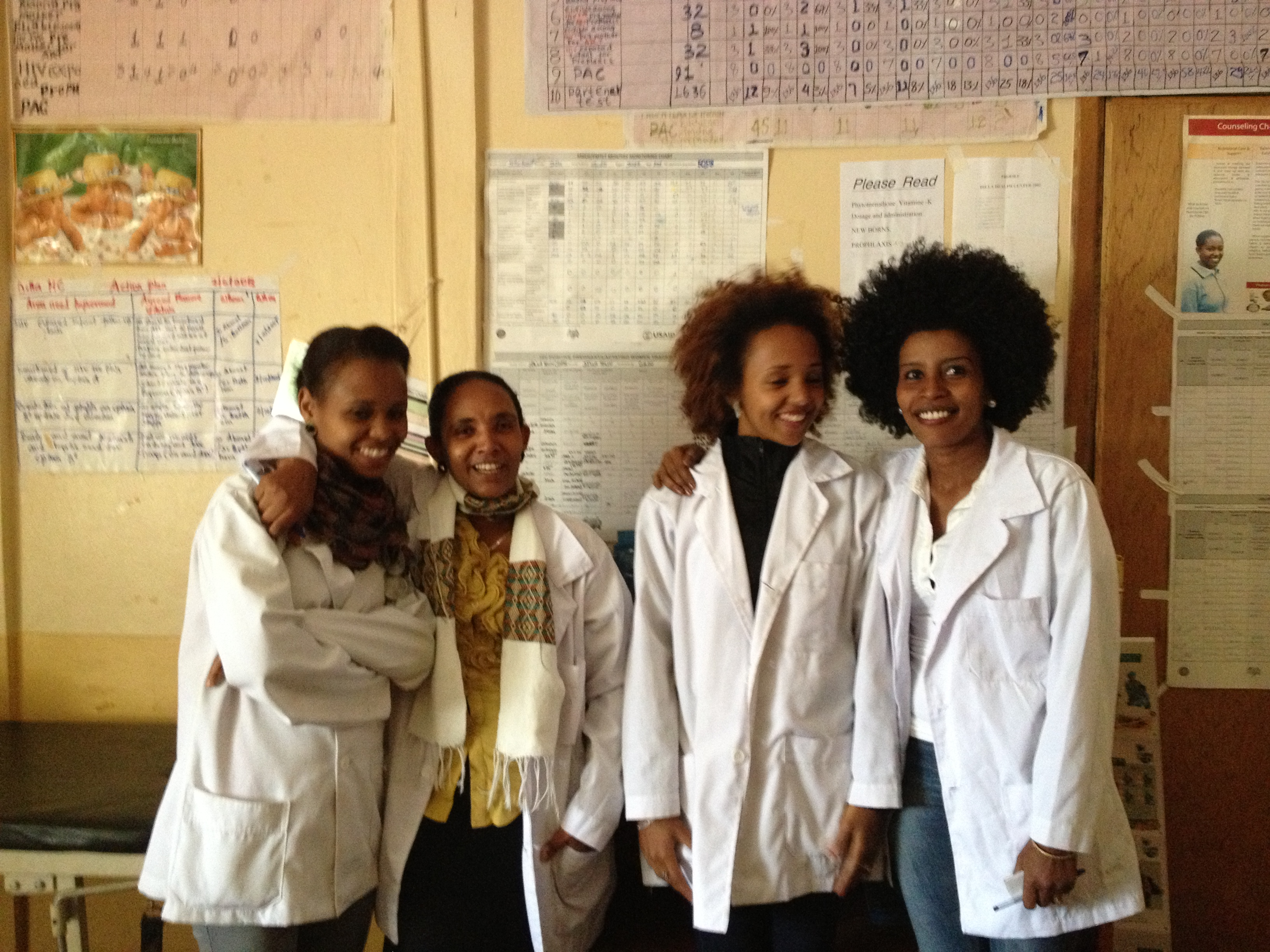
verloskundigen in het Gezondheidscentrum van Dila

- Library of Congress Control Number: n2015043471
- Nationale Bibliotheek van Tsjechië: ge850288
- Virtual International Authority File: 316878812